# Elliott Lester (Autor)
Elliott Lester (*  6. Juli 1893 in Hoboken, New Jersey; † 23. Februar 1951 in Wyncote, Montgomery County, Pennsylvania) war ein US-amerikanischer Theater- und Drehbuchautor.
Drei seiner Theaterstücke wurden verfilmt. Für andere Produktionen arbeitete er an den Drehbüchern mit.

## Filmografie (Auswahl)
- 1929: Frozen Justice – Theaterstück
- 1929: South Sea Rose – Dialoge
- 1930: Unser täglich Brot (City Girl) – Dialoge der Tonfassung
- 1930: Harmony at Home – zusätzliche Dialoge
- 1930: The Medicine Man – Theaterstück
- 1930: Mord in Alaska (Rough Romance) – Szenario
- 1932: Zwei Sekunden (Two Seconds) – Theaterstück